# Christian Roberto López
Christian Roberto López Contreras (Guadalajara, Jalisco, México 20 de mayo de 1989) Es un futbolista mexicano que juega en la demarcación de Defensa y actualmente milita en los Leones Negros de la U. de G. de la Liga de Ascenso de México.

## Trayectoria

### Inicios
Debuta con los Cachorros U. de G. de la Segunda División de México en el torneo Apertura 2007 de dicha competencia, siendo más exactos el día 2 de septiembre contra los Dorados de Mazatlán, jugaría 9 partidos únicamente ese torneo.
Vuelve a tener minutos en el Apertura 2008, donde juega 4 partidos. Cabe destacar que el jugador hace aparición en un partido con Dorados Fuerzas Básicas de la Tercera División de México para luego regresar con los Cachorros.
Con la reaparición de los Leones Negros de la U. de G. en el torneo Apertura 2009 de la Liga de Ascenso de México, los Cachorros se convirtieron en su filial. Christian es registrado en el equipo, sin embargo se mantiene un año más jugando con la filial de segunda. En el torneo Bicentenario 2010, consigue su primer gol como profesional contra los Dorados Mochis en la jornada 7.

### Paso a Leones Negros
Debuta con los Leones Negros de la liga de Ascenso en la jornada 1 del torneo Apertura 2010 contra el Club Tijuana, partido en el que la escuadra universitaria cae por un gol a cero. Marca su primer gol con el club en ese mismo torneo en la jornada 17 contra el Club de Fútbol Indios.
Va haciéndose poco a pocos de minutos en el equipo, no obstante con mucha irregularidad. En el Apertura 2012 marca su segundo gol ante Reboceros de La Piedad. Logra el campeonato en el torneo Apertura 2013 y posteriormente el ascenso a la máxima categoría ganando la Final de Ascenso 2013-14.
Durante la estadía del club en primera división el central mexicano fue descartado por completo, siendo mandado a jugar con el equipo sub-20. Tras el descenso del club, fue llevado nuevamente a jugar con el primer equipo, recuperando cierta titularidad con el equipo.
En la jornada 4 del Apertura 2016 marca su tercer gol en liga (sexto contando goles en copa) frente a los Cimarrones de Sonora.

## Clubes
| Club                         | País   | Año               | PJ  | Goles |
| ---------------------------- | ------ | ----------------- | --- | ----- |
| Cachorros U. de G.           | México | 2007-2010         | 36  | 1     |
| Dorados Fuerzas Básicas      | México | 2008              | 1   | 0     |
| Leones Negros de la U. de G. | México | 2010 - Actualidad | 122 | 6     |

## Palmarés

### Títulos nacionales
| Título                    | Club                         | País   | Año    |
| ------------------------- | ---------------------------- | ------ | ------ |
| Liga de Ascenso de México | Leones Negros de la U. de G. | México | A-2013 |
| Campeón de Ascenso        | Leones Negros de la U. de G. | México | 2014   |